# Rückwärtige Belichtung
Rückwärtige Belichtung (englisch: back side illumination, BSI) ist eine Konstruktionsvariante im Aufbau von Halbleiter-Bildsensoren.

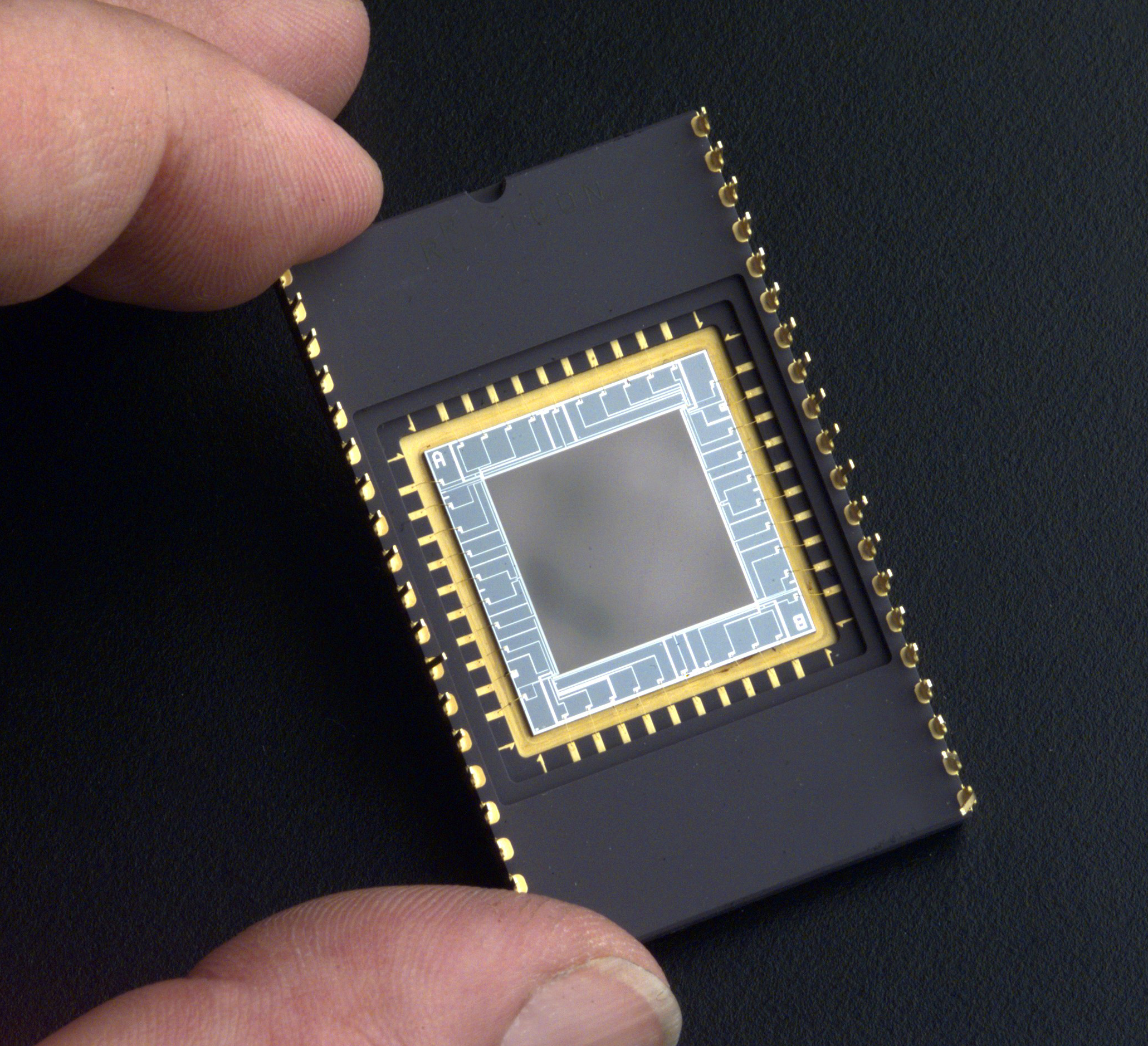
CCD für UV, Sichtfenster auf Chip-Unterseite

## Technik
Das Licht trifft nach Passieren der Kameraoptik den lichtempfindlichen Siliziumkristall direkt und von hinten, während bei der Variante front side illumination das Licht erst den Bereich der Metallisierungsschichten passiert, bevor es im Silizium elektrische Ladungen erzeugt.

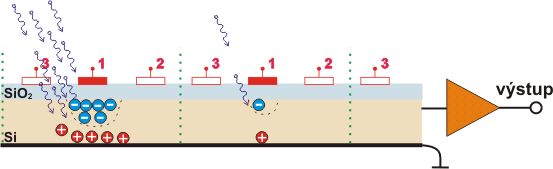
CCD in front side illumination

Dadurch liegt ein Teil der aktiven Fläche „im Schatten“, der Sensor ist weniger empfindlich. Bei den ersten CMOS-Sensoren war mehr Fläche durch die Verdrahtung abgedeckt als bei einem CCD, ein Wechsel der Belichtungsrichtung ist wirksamer als beim empfindlicheren CCD.

## Einsatzgebiete
Die BSI-Technik wird sowohl bei CMOS- als auch bei CCD-Sensoren angewandt. Während front side illumination früher bei handelsüblichen Digitalkameras dominant war, war back side illumination (BSI) Spezialanwendungen wie der Astronomie insbesondere im Bereich des ultravioletten Lichtes vorbehalten (vergleiche front- und back-side illuminated). So befand sich auf dem Hubble Space Telescope ein BSI-CCD für UV-Aufnahmen.
Seit 2009 werden BSI-Sensoren in Massenfertigung produziert. Die Vorteile dieser Anordnung liegen bei CMOS-Sensoren in der verbesserten Bildqualität und einer höheren Lichtempfindlichkeit. Seit Beginn der 2010er Jahre werden BSI-Sensoren auch in herkömmlichen Mobilgeräten und Digitalkameras verbaut.